# Martí Torrent i Blanchart
Martí Torrent i Blanchart   (Arenys de Mar, 29 d'octubre de 1912 - 15 d'abril de 2012) fou un polític català independentista.
Militant d'Estat Català d'ençà que Nosaltres Sols! s'integrà a aquest partit el 1936. Durant la guerra formà part de la Columna Volant Catalana d'Estat Català i participà en les operacions de conquesta de Mallorca. Posteriorment formà part de la 132 Brigada Mixta. En succeir-se els Fets de maig del 1937 era a Barcelona, on participà en els combats defensant la seu principal d'Estat Català (a l'antic edifici de l'Or del Rhin) dels atacs de la FAI. Durant el franquisme va ésser membre del Front Nacional de Catalunya i va col·laborar amb els serveis d'espionatge del consolat nord-americà a Barcelona tot recopilant informació dels nazis a Catalunya. Fou vicepresident d'Estat Català fins al dia de la seva mort, el 15 d'abril del 2012.